# Gebrüder Stingl
Die Gebrüder Stingl war ein Wiener Familienunternehmen, das Klaviere herstellte. Die Adresse war an der Ungargasse 27 im 3. Bezirk Landstraße.

## Geschichte

Gebrüder Stingl in einer Huldigung der k.u.k. Hof- und Kammerlieferanten zum Thronjubiläum 1908

Der Begründer des Betriebes, Anton Stingl (* 11. September 1808 in Königswart bei Eger, † 1895 in Pitten/Niederösterreich), wanderte nach Wien aus, wo er ab 1840 bei seinem Onkel Ignaz Stingl, Am Hundsturm 32, das Tischlergewerbe erlernte. Er arbeitete ab 1853 als Klavierkorpusmacher und machte sich 1860 selbständig. Seine Werkstätte befand sich an der Starhemberggasse 28 im 4. Bezirk. Anfangs belieferte er die handwerklichen Klavierfertiger. Eine Betriebserweiterung und Umgründung erfolgte 1887. Seine drei Söhne, Wilhelm (1860–1908), Ignaz (1861–1915) und Gustav (* 7. September 1868 in Wien; † 27. November 1906 in Wien), traten dem Unternehmen bei. Wilhelm Stingl war Handelskammerrat, Ignaz Stingl kaiserlicher Rat und Gustav Stingl ein christsozialer Gemeinderat von 1900 bis 1904. Nach dem Tod ihres Vaters wurden sie Inhaber und nannten das Unternehmen dementsprechend auf „Gebrüder Stingl“ um.
Das Unternehmen wuchs rasch und eine neue Fabrik wurde an der Laxenburger Straße 32 im 10. Bezirk errichtet; zusätzliche Standorte waren am Holzplatz 10 und in der Randhartingergasse 3. 1895/1896 wurde das alte Traditionsunternehmen Johann Baptist Streicher von dessen Sohn Emil an die „Gebrüder Stingl“ verkauft. Die Fertigung von Stingl wurde in den Neuen Streicherhof verlegt.
Die Gebrüder Stingl wurden auf Grund ihres Erfolges und dem Zugang zum kaiserlichen Hof zum k.k. Hofpianoforte-Fabrikanten und ab dem 14. April 1900 zum Hof-Clavier-Fabrikant ernannt. Auch ausländische Hoftitel, wie den des persischen, serbischen und bulgarischen Hoflieferanten und weitere erhielten die Gebrüder Stingl. Das Unternehmen fertigte Flügel mit Wiener und Englischer Repetitionsmechanik, entwickelte aber auch hochwertige Konzertpianinos. Spezialitäten waren das Harfenpedal und das damals kleinste Klavier der Welt „Piccolo-Mignon“.

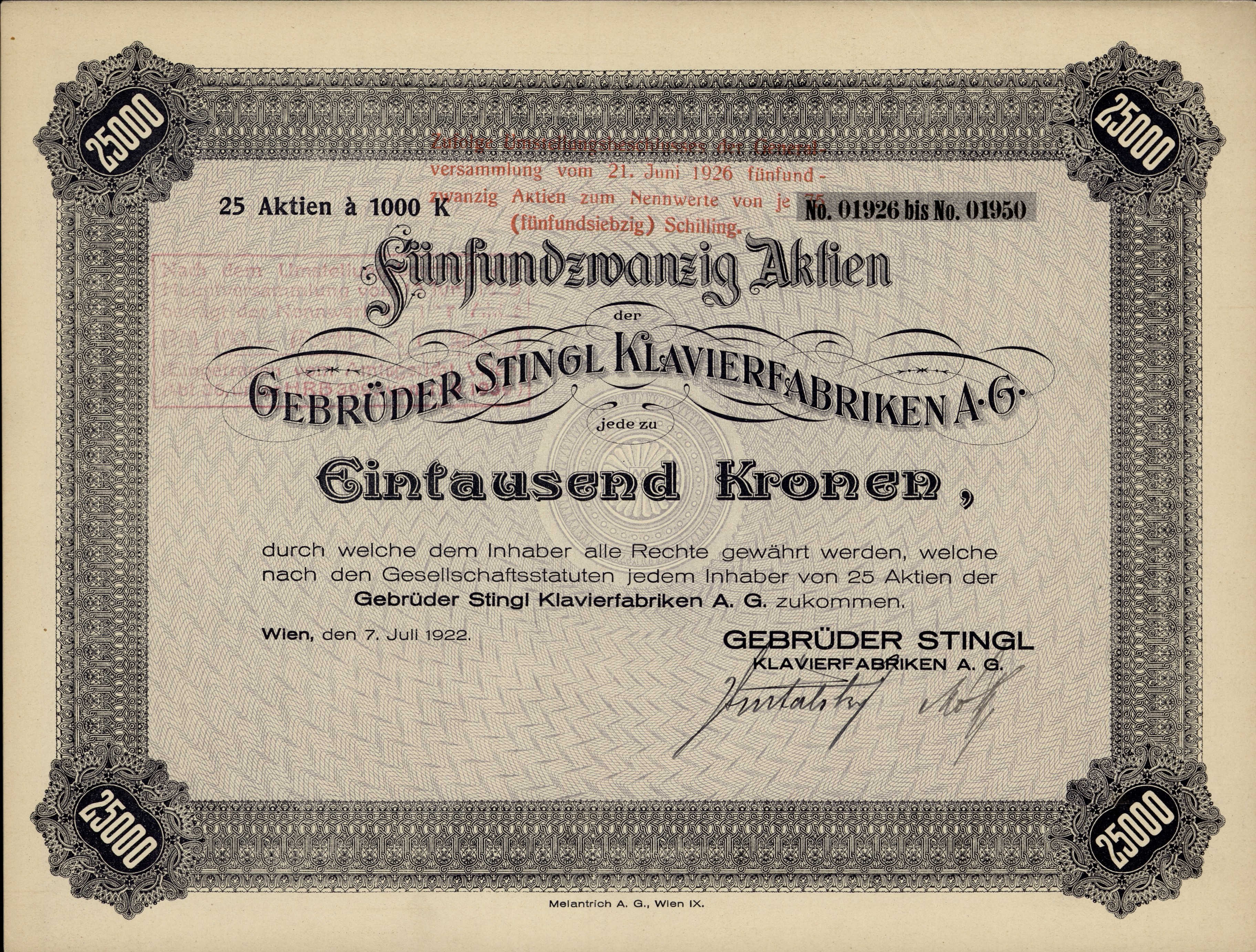
Sammelaktie über 25000 Kronen der Gebrüder Stingl Klavierfabriken AG vom 7. Juli 1922

Bis zum Ersten Weltkrieg entwickelte sich Stingl zur größten Pianoforte-Fabrik Österreich-Ungarns und beschäftigte rund 400 Mitarbeiter. Eine weitere Filiale wurde in Budapest eröffnet. Der Zusammenbruch der Monarchie traf das Unternehmen schwer, nach 1918 erfolgte kurzzeitig eine Umgründung als „Stingl-Original“, dann die Umwandlung in eine Gesellschaft mit beschränkter Haftung und 1922 in eine  Aktiengesellschaft. Die Adresse befand sich an der Troststraße 10. 1935 wurde die Firma Stingl von Lauberger & Gloss übernommen, welche die Instrumente unter dem Namen „Stingl-Original“ weiterbaute. Lauberger & Gloss stellte seine Produktion, so wie viele andere Wiener Klavierfabriken, Anfang der 1960er Jahre ein.
Eine weitere „Stingl“-Firma war die von Gustav Stingls Sohn Gustav Ignaz (1900–1960). 1921 gründete dieser unter seinem Namen an der Favoritenstraße 17 im 4. Bezirk eine eigene Firma. 1923 trat Robert Rella aus der gleichnamigen Wiener Baudynastie in das Unternehmen ein. Das Unternehmen Gustav Ignaz Stingl war seit den 1920er Jahren stark exportorientiert. Gustav Ignaz Stingl war ab 1932 Mitglied des Innungsausschusses der Klavier- und Orgelbauer und später dessen Vorstand. Die Hauptniederlassung der Firma zog später in die Wiedner Hauptstraße 18 im 4. Bezirk um, die Werkstätten befanden sich in der Wolfganggasse 38 im 12. Bezirk. 1948 wurde eine Offene Gesellschaft der Familie begründet. Diese ging später in den Alleinbesitz von Gustav Ignaz Sych, eines Neffen des letzten Stingl, über. Nach dem Zweiten Weltkrieg begannen Lieferungen an die damalige Staatsakademie für Musik in Wien, das Konservatorium der Stadt Wien, verschiedene Hochschulen und an die Salzburger Festspiele.
Zahlreiche Musikpersönlichkeiten erwarben Stingl-Erzeugnisse, beispielsweise Carl Michael Ziehrer, Franz Lehár, Robert Stolz, Udo Jürgens und Franz Schmidt und Staatsopernsänger. Stingl hat zusätzlich die Europa-Repräsentanz des japanischen Klaviererzeugers Kawai.